# درمان (فیلم ۱۹۹۷)
درمان (انگلیسی: Cure) یک فیلم به کارگردانی کیوشی کوروساوا است که در سال ۱۹۹۷ منتشر شد. از بازیگران آن می‌توان به کوجی یاکوشو، آنا ناکاگاوا، ماساتو هاگیوارا، رن اوسوگی و دندن اشاره کرد.

## خلاصه فیلم
موجی از قتل‌های خونین توکیو را در وحشت فرو برده‌است. تنها ارتباط این قتل‌ها یک X خونین است که در گردن قربانیان نقش بسته‌است. در همه موارد قاتل در کنار قربانی پیدا شده اما هیچ خاطره‌ای از جنایت ندارد. یک کارآگاه و یک روان‌شناس برای حل این پرونده احضار می‌شوند و…